# Vermoeden van Legendre
Het vermoeden van Legendre, opgesteld door Adrien-Marie Legendre, stelt dat er  voor elk positief geheel getal n een priemgetal tussen n2 en (n + 1) 2 bestaat. 
De priemgetalstelling stelt dat het werkelijke aantal priemgetallen tussen n2 en (n + 1)2 (rij A014085 in OEIS) ongeveer 
{\displaystyle n/log(n)\,}
bedraagt, dat wil zeggen bijna even veel als het aantal priemgetallen kleiner dan of gelijk aan n. 
Als het vermoeden van Legendre waar is, zou het priemgetalhiaat tussen twee opeenvolgende priemgetallen gelijk zijn aan 
{\displaystyle O({\sqrt {p}})\,};
Dit gevolg wordt nauwkeuriger geformuleerd in het vermoeden van Andrica. 
Harald Cramer vermoedde dat het priemgetalhiaat altijd veel kleiner is 
{\displaystyle O(\log ^{2}p)\,}
als het vermoeden van Cramer waar is, volgt daar ook uit dat het vermoeden van Legendre waar is. Cramer bewees ook dat de Riemann-hypothese een zwakkere grens 
{\displaystyle O({\sqrt {p}}\log p)\,}
op de omvang van het grootste priemgetalhiaat impliceert.
Het vermoeden is een van de problemen van Landau (1912) en is nog onbewezen. 